# 10181 Davidacomba
A 10181 Davidacomba (ideiglenes jelöléssel 1996 FP3) a Naprendszer kisbolygóövében található aszteroida. Paul G. Comba fedezte fel 1996. március 26-án.